# Alexander J. Dallas
Alexander J. Dallas (Kingston, 21 de junho de 1759 — Filadélfia, 16 de janeiro de 1817) foi um político norte-americano, Secretário do Tesouro dos Estados Unidos na presidência de James Madison (1814 a 1816).

## Biografia
Nasceu em Kingston, Jamaica, filho do Dr. Robert Charles Dallas (1710 - 1769), um escocês, e Elizabeth Sarah (Cormack) Hewitt. Aos cinco anos a sua família mudou-se para Edimburgo e depois para Londres, onde estudou com James Elphinstone. Prevê fazer estudos de direito, mas não pode pagá-los. Casou-se em 1780 com Arabella Maria Smith, da Pensilvânia, a filha do Major George Smith do exército britânico. No ano seguinte, partem para a Jamaica. Lá, ele foi admitido ao exercício do direito graças à influência do seu pai. A saúde de sua mulher não se adaptou ao local, e o casal voltou para Filadélfia em 1783. Dallas é admitido como advogado na Pensilvânia em 1785. Sua prática da lei é lenta e marginal, e publica o "Pennsylvania Herald " 1787-1788 e o "Columbian Magazine" em 1787-1789.
Quando a Suprema Corte dos Estados Unidos se estabeleceu em Filadélfia em 1791, tornou-se no seu primeiro relator de decisões judiciais. Como o posto de relator era então uma função não-oficial, trabalhou a suas próprias expensas. Os volumes, dos quais não produzirá mais que quatro, são incompletos, imprecisos e extremamente demorados. Por exemplo, a significativa ação judicial Chisholm vs. Georgia (1793) que conduziria à elaboração da décima-primeira emenda à constituição dos Estados Unidos, não foi relatada por Dallas senão cinco anos depois, bem depois da alteração ter sido ratificada. Foi o fundador das Sociedades democratas-republicanas em 1793.
O gvernador Thomas Mifflin, primeiro governador da Pensilvânia, nomeou Dallas como secretário da Commonwealth, cargo que ocupou no período 1791-1801. Como Mifflin era alcoólico, Dallas foi o governador de facto no final da década de 1790. Dallas ajudou a criar o Partido Democrata-Republicano na Pensilvânia e foi um defensor de uma formulação rigorosa da nova Constituição dos Estados Unidos.
Em 1801 foi nomeado procurador dos Estados Unidos para o Distrito Oriental da Pensilvânia, cargo que ocupou até 1814. Quando o seu amigo Albert Gallatin era Secretário do Tesouro dos Estados Unidos, por alturas do início da guerra de 1812, ajudou a levantar fundos para lutar contra os ingleses. A guerra tinha quase arruinado o país, quando no Tesouro Gallatin foi substituído por Dallas, que reorganizou o Departamento do Tesouro, repôs os saldos positivos, defendeu a criação do Second Bank of the United States, e ergueu o sistema monetário. De 14 de março de 1815 a dezembro de 1815 foi Secretário da Guerra dos Estados Unidos, ad interim, continuando a ser o Secretário do Tesouro. Retornou para Filadélfia, e morreu um ano depois.
Era membro da American Philosophical Society desde 1791 e diretor da Universidade da Pensilvânia.
Um filho seu, o oficial de marinha Alexander J. Dallas, morreu em serviço. O Condado de Dallas (Alabama), Fort Dallas e nome do destróier americano USS Dallas (DD-199) foram nomeados em sua homenagem.
Um seu outro filho, George Mifflin Dallas, foi vice-presidente dos Estados Unidos sob a presidência de James K. Polk. A cidade de Dallas, no Texas pode ser nomeada em sua homenagem embora continue a ser possível que o seja em honra do seu irmão ou do seu pai.